# Giulio Raiola
Giulio Raiola (1927 – Róma, 2006. október 28.) olasz tudományos-fantasztikus író, újságíró, történész.

## Élete
Néhány fantasztikus novellát, illetve hosszabb elméleti kötetet publikált, jelentősége az olasz tudományos-fantasztikus irodalomban mégis nagy: szervezője és alapítója volt több, a fantasztikus irodalomhoz mint műfajhoz kapcsolódó eseménynek (Lino Aldanival és Lo Jaconóval közösen). Ő volt a Futuro magazin egyik alapítója, Sandro Sandrellivel együtt az Interplanet antológiasorozatot szerkesztette, valamint a velencei újságíróval együtt Triesztben megszervezte a Festival del Cinema di Fantascienza filmfesztivált, amely éveken át a sci-fi filmművészet egyik legfontosabb eseménye volt.
A fantasztikus műfajjal Velencében találkozott először, Sandro Sandrelli jóvoltából. A Futuro alapítása után a La Notte és a Giornale d'Italia lapok munkatársa lett (ez utóbbiban a tudományos rovatot vezette), ezután a RAI-nál vállalt állást. Később Borneó szigetére utazott, ahol huzamosabb ideig élt, itt egy emlékplakettet helyezett el a Sandokan írója, Emilio Salgari tiszteletére. Ezután írta meg Salgari, mito e realtà (Salgari: mítosz és valóság, 1975) című könyvét, amely komoly sikert aratott. Foglalkozott a második világháború történetével is, három könyvet írt az olasz tengeralattjárókról, Quelli di Betasom (Volpe, 1963), Uomini dell'Atlantico (Rizzoli, 1973), Timoni a salire (Mursia, 1978) címeken.

## Magyarul megjelent művei
- A mentési akció (Galaktika 6., 1973)
- A papírsárkány (Galaktika 49., 1983)

## Külső hivatkozások
- Munkái a worldcat oldalán